# Little Things (Bush)
Little Things è un singolo del gruppo rock britannico Bush, pubblicato nel 1995 ed estratto dall'album Sixteen Stone.

## Tracce
- CD (AUS)

1. Little Things - 4:25
2. Swim [Live] - 6:39
3. X-Girlfriend - 0:47

## Video
Il videoclip della canzone è stato diretto da Matt Mahurin.